# Hyde Park After Dark
Hyde Park After Dark è un album discografico a nome di Clifford Jordan, Von Freeman, Cy Touff, Norman Simmons, Victor Sproles e Wilbur Campbell, pubblicato dall'etichetta discografica Bee Hive Records nel 1983.

## Tracce
Lato A
1. Hyde Park After Dark – 7:14 (Clifford Jordan)
2. You're Blasé – 6:19 (Ord Hamilton, Bruce Siever)
3. Lotus Blossom – 6:11 (Kenny Dorham)

Lato B
1. Sad Sam – 6:51 (Norman Simmons)
2. I Waited for You – 5:31 (Walter Gil Fuller, Dizzy Gillespie)
3. I'm Glad There Is You – 3:28 (Jimmy Dorsey, Paul Madeira)
4. 2º East, 3º West – 6:48 (John Lewis)

## Musicisti
- Clifford Jordan - sassofono tenore
- Von Freeman - sassofono tenore
- Cy Touff - tromba bassa
- Norman Simmons - pianoforte, arrangiamenti
- Victor Sproles - contrabbasso
- Wilbur Campbell - batteria

Note aggiuntive
- Susan Neumann e Jim Neumann - produttori
- Registrato il 5 settembre 1981 al P.S. Recording Studios di Chicago, Illinois
- Paul Serrano - ingegnere delle registrazioni
- Remixato al Nola Studio di New York il 21 luglio 1983
- Malcolm Addey - ingegnere remixaggio